# Alalahalli, Heggadadevankote
Alalahalli là một làng thuộc tehsil Heggadadevankote, huyện Mysore, bang Karnataka, Ấn Độ.